# 中国人民解放军西部战区联合参谋部
中国人民解放军西部战区联合参谋部，位于四川省成都市，是中国人民解放军西部战区机关职能部门。

## 沿革
2016年2月1日，中国人民解放军战区成立大会在北京八一大楼举行。中共中央总书记、国家主席、中央军委主席习近平向东部战区、南部战区、西部战区、北部战区、中部战区授予军旗并发布训令。中共中央政治局委员、中央军委副主席范长龙在大会上宣读了习近平主席签发的中央军委关于组建战区机关及其领导班子成员任职命令和决定，大会由中共中央政治局委员、中央军委副主席许其亮主持。
中国人民解放军西部战区设中国人民解放军西部战区联合参谋部。

## 机构设置
- 作战局[2][3]
- 情报局[3]
- 信息保障局[4]
- 军事需求局[3]
- 联合训练局[2]
- 动员局[5]
- 直属工作局[2]
- 战勤局

直属单位
- 联合作战指挥中心

直属部队
- 信息通信旅[6]

## 历任领导
参谋长
1. 戎贵卿少将（2016年—，西部战区副司令员兼）[7]

副参谋长
- 邓志平少将（2016年—）[8]
- 于守国空军少将（2016年—）[9]
- 王强空军少将（2016年—）[10]